# Bikkodu, Belur
Bikkodu là một làng thuộc tehsil Belur, huyện Hassan, bang Karnataka, Ấn Độ.